# Microscopio de ángulo Brewster
Un microscopio de ángulo Brewster (MAB) es un microscopio utilizado para estudiar películas delgadas sobre superficies líquidas, generalmente películas de Langmuir. En un microscopio de ángulo Brewster, tanto el microscopio como una fuente de luz polarizada apuntan hacia una superficie líquida en el ángulo de Brewster de ese líquido, de tal manera que el microscopio capta una imagen de cualquier luz reflejada de la fuente de luz a través de la superficie del líquido. Debido a que no hay reflexión polarizada p del líquido puro cuando ambos están inclinados hacia él en el ángulo de Brewster, la luz solo se refleja cuando algún otro fenómeno, como una película superficial, afecta la superficie del líquido. La técnica se desarrolló en 1991.

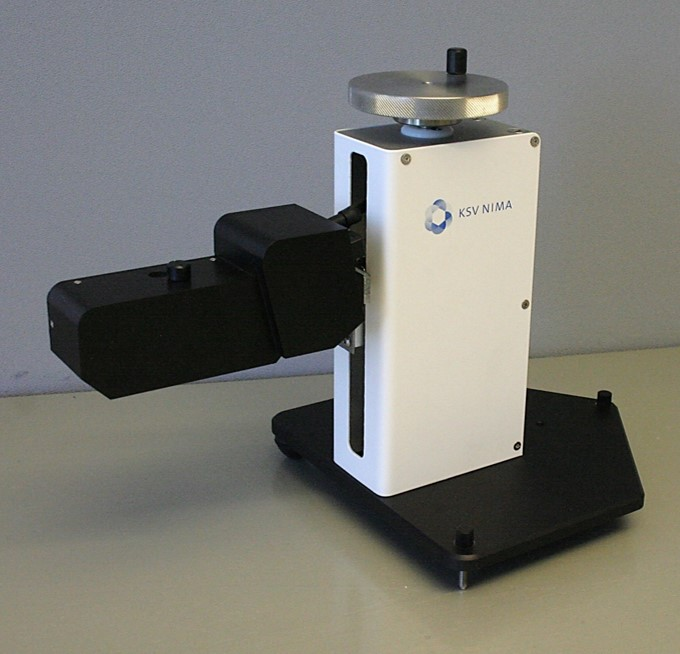
Microscopio comercial de ángulo Brewster.

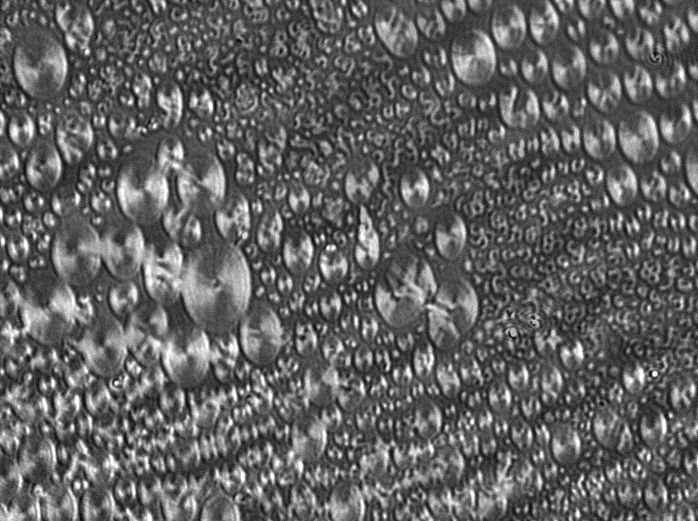
Capa compleja de fosfolípidos en fase líquida condensada en un Langmuir Trough, obtenida con un microscopio de ángulo Brewster.

## Aplicaciones
Los microscopios de ángulo Brewster permiten la visualización de monocapas de Langmuir o películas de adsorción en la interfaz aire-agua, por ejemplo, en función de la densidad de empaquetamiento. Se pueden utilizar para estudiar las propiedades de la capa de Langmuir o para indicar una presión de deposición adecuada para la deposición de Langmuir-Blodgett (LB). Se pueden utilizar, por ejemplo, en la deposición LB de nanopartículas. Las aplicaciones incluyen:
Monocapa/homogeneidad de la película. Cuando se combina con un canal Langmuir-Blodgett, la observación se puede realizar durante la compresión/expansión a presiones superficiales conocidas.
Optimización de los parámetros de deposición. Selección de la presión de deposición óptima y otros parámetros de deposición para el recubrimiento LB.
Monocapa/comportamiento cinematográfico. Observación de cambios de fase, separación de fases, tamaño de dominio, forma y empaquetamiento.
Seguimiento de reacciones superficiales. Las reacciones fotoquímicas, las polimerizaciones y la cinética enzimática se pueden seguir en tiempo real.
Seguimiento y detección de materiales tensioactivos. Por ejemplo, adsorción de proteínas y flotación de nanopartículas.
Lee y colaboradores utilizaron un microscopio de ángulo Brewster para estudiar los parámetros óptimos de deposición de nanopartículas de Fe3O4.
Daear y colaboradores han escrito en 2017 sobre el uso de MAB en aplicaciones biológicas.